# سيمون فان دير ستيل
سيمون فان دير ستيل (14 تشرين الأول / أكتوبر 1639 – 24 يونيو 1712) كان آخر قائد وأول حاكم  لمستعمرة كيب، الهولندية، التي تقع في رأس الرجاء الصالح في جنوب أفريقيا.

## وصلات خارجية
- بيت فان دير Stel—تابع